# Gilmar Dal Pozzo
Gilmar Dal Pozzo (Quilombo, Santa Catarina, Brasil, 1 de septiembre de 1969) es un exfutbolista y entrenador brasileño, se desempeñaba como guardameta y se retiró en 2007.

## Trayectoria
| Futbolista          |                   |      |      |
| País                | Club              | Año  | Año  |
| Bandera de Brasil   | Caxias            | 1990 | 1992 |
| Bandera de Brasil   | Veranópolis       | 1994 | 1995 |
| Bandera de Brasil   | Caxias            | 1996 | 1996 |
| Bandera de Brasil   | Londrina          | 1997 | 1997 |
| Bandera de Brasil   | Caxias            | 1998 | 2000 |
| Bandera de Portugal | Marítimo          | 2000 | 2003 |
| Bandera de Brasil   | Goiás             | 2003 | 2003 |
| Bandera de Brasil   | Avaí              | 2004 | 2005 |
| Bandera de Brasil   | Santa Cruz        | 2005 | 2005 |
| Bandera de Brasil   | Ulbra             | 2007 | 2007 |
| Entrenador          |                   |      |      |
| País                | Club              | Año  | Año  |
| Bandera de Brasil   | Veranópolis       | 2008 | 2008 |
| Bandera de Brasil   | Pelotas           | 2008 | 2008 |
| Bandera de Brasil   | Veranópolis       | 2009 | 2010 |
| Bandera de Brasil   | Novo Hamburgo     | 2010 | 2010 |
| Bandera de Brasil   | Pelotas           | 2010 | 2011 |
| Bandera de Brasil   | Veranópolis       | 2011 | 2012 |
| Bandera de Brasil   | Chapecoense       | 2012 | 2014 |
| Bandera de Brasil   | Criciúma          | 2014 | 2014 |
| Bandera de Brasil   | ABC               | 2015 | 2015 |
| Bandera de Brasil   | Náutico           | 2015 | 2016 |
| Bandera de Brasil   | Paysandu          | 2016 | 2016 |
| Bandera de Brasil   | Ceará             | 2017 | 2017 |
| Bandera de Brasil   | Juventude         | 2017 | 2017 |
| Bandera de Brasil   | Brasil de Pelotas | 2018 | 2018 |
| Bandera de Brasil   | Náutico           | 2019 | 2020 |
| Bandera de Brasil   | Paraná            | 2020 | 2020 |
| Bandera de Brasil   | Joinville         | 2022 | 2022 |
| Bandera de Brasil   | Sport Recife      | 2022 | 2022 |
| Bandera de Brasil   | Chapecoense       | 2022 | 2022 |
| Bandera de Brasil   | Ituano            | 2023 | 2023 |
| Bandera de Brasil   | Chapecoense       | 2023 | 2023 |
| Bandera de Brasil   | Avaí              | 2024 | 2024 |
| Bandera de Brasil   | Chapecoense       | 2024 | Act. |

## Palmarés

### Como futbolista
| Título            | Club   | Año  |
| ----------------- | ------ | ---- |
| Campeonato Gaúcho | Caxias | 2000 |

### Como entrenador
| Título                       | Club    | Año  |
| ---------------------------- | ------- | ---- |
| Copa FGF                     | Pelotas | 2008 |
| Campeonato Brasileño Serie C | Náutico | 2019 |